# Sévitame
Sévitame is een historisch merk van motorfietsen.
Sévitame: Société d’Exploitation de Véhicules Issus de la Technique Automobile Moderne Économique. 
Frans bedrijf dat in 1935 als motorfabrikant werd "gestart" door ingenieur Marcel Violet. Hij was tussen 1924 en 1932 onder meer verantwoordelijk voor de automerken Simca-Violet en Simca-Standard en kreeg van het Franse leger de opdracht een militaire motorfiets te ontwikkelen. 
Hij was een echte tweetakt-enthousiast en hij bouwde voor zijn auto’s dan ook luchtgekoelde tweecilinder tweetakt-boxermotoren. 
Een dergelijke motor lag ook in zijn motorfietsen. Hij ontwikkelde 250-, 330- en 350 cc-machines, waarvan de 350 cc werd goedgekeurd en het bedrijf kreeg opdracht er 40.000 van te bouwen. Dit moest gebeuren in de Simca-fabriek. Eind 1939 waren er echter nog maar 250 gemaakt en dat is mogelijk de reden dat het Franse leger zijn interesse verloor. De Sévitame had een platenframe, waarin een blok lag waarvan alleen een bak met koelribben zichtbaar was: het carter met liefst 8 liter olie. De machines zijn ook bekend onder de naam Simca, mogelijk omdat ze onder die naam in de handel zijn gebracht.